# Абаканово (Кадуйский район)
Абаканово — деревня в Кадуйском районе Вологодской области.
Входит в состав Никольского сельского поселения (с 1 января 2006 года по 8 апреля 2009 года входила в Великосельское сельское поселение), с точки зрения административно-территориального деления — в Великосельский сельсовет.
Расстояние до районного центра Кадуя по автодороге — 50 км, до центра муниципального образования села Никольское по прямой — 17 км. Ближайшие населённые пункты — Лебенец, Лог, Максинская, Сенинская, Старина.
| 2010 |
| ---- |
| 0    |

По переписи 2002 года население — 10 человек.